# Augusta Bertha Wagner
Augusta Bertha Wagner (New York, 20 novembre 1895 – Bryn Mawr, 4 febbraio 1976) è stata una scrittrice, educatrice e missionaria statunitense e direttrice della Shipley School in Pennsylvania.

## Biografia
Augusta "Gussie" Wagner nacque a New York ed crebbe nel quartiere di Yorkville. Fece parte della chiesa presbiteriana di Madison Avenue e fu amica del suo pastore, Henry Sloane Coffin. Conseguì una laurea al Wellesley College nel 1924, e completò gli studi di dottorato in economia presso la Columbia University.
Tra il 1926 e il 1942 insegnò economia alla Yenching University di Pechino e presiedette il Women's College dell'università, dal 1934 al 1941. Tra gli anni '30 agli anni '70, Wagner visse, lavorò e viaggiò in Cina e negli Stati Uniti con la compagna, l'insegnante statunitense Margaret Bailey Speer.
Nel 1968, Speer e Wagner furono onorate dal club degli alumni della Yenching con una cena a Honolulu. Wagner morì nel 1976, all'età di 80 anni.

## Carriera
Dopo il college, Wagner fece brevemente parte del consiglio di amministrazione dell'associazione non profit YWCA. Insegnò economia alla Yenching University di Pechino, dal 1926 al 1942, periodo durante il quale scrisse la Legislazione del lavoro in Cina (1938), libro basato sulla sua tesi di dottorato. Dopo Pearl Harbor, fu internata in un campo di concentramento giapponese a Weihsien, per poi tornare negli Stati Uniti nel 1943. Nel 1944 e nel 1945 lavorò a Washington, DC presso il Dipartimento di Stato degli Stati Uniti d'America.
Wagner fu direttrice associata alla Shipley School, insieme alla compagna, Margaret Bailey Speer, dal 1945 al 1960. Con il Bryn Mawr College, la chiesa e i gruppi di donne, Wagner condivise le sue esperienze e informazioni sulle condizioni economiche in Cina.